# Brienomyrus niger
Brienomyrus niger es una especie de pez elefante eléctrico perteneciente al género Brienomyrus en la familia Mormyridae presente en varias cuencas hidrográficas de África, entre ellas algunos afluentes distribuidos en el centro, norte y oeste del continente. Es nativa de Benín, Burkina Faso, Camerún, República Centroafricana, Chad, Costa de Marfil, Etiopía, Gambia, Ghana, Guinea, Guinea-Bisáu, Malí, Níger, Nigeria, Senegal, Sudán y Togo; y puede alcanzar un tamaño aproximado de 13,0 cm.

## Estado de conservación
Respecto al estado de conservación, se puede indicar que de acuerdo a la IUCN, esta especie puede catalogarse en la categoría «Preocupación menor (LC)».